# Willem Frederik Reinier Suringar
Willem Frederik Reinier Suringar (28 de diciembre de  1832-12 de julio de 1898) fue un botánico, y algólogo neerlandés. Era padre del también botánico Jan Valckenier Suringar (1864-1932).
Fue director de la Universidad de Leiden, de su Jardín Botánico y Herbario. Fue un especialista en algas y plantas recolectadas en las Antillas y América del Sur. Murió inesperadamente; su cuerpo fue encontrado en el laboratorio botánico de Leiden.

## Algunas publicaciones
- 1879. Stasiastische Dimerie: Cypripedium Venustum Wall. 9 pp.
- 1855. Observationes Phycologicae in Floram Batavam
- 1853. Waarnemingen over de prikkelbaarheid der Droserabladen

### Libros
- 1898. Nieuwe Bijdragen Tot de Kennis Der Melocacti Van West-Indiė: Accedunt Melocacti Novi Ex Insula Aruba, Et Supplementum, Speciem Novam E Venezuela Et Va. Edición reimpresa de BiblioBazaar, 2010, 66 pp. ISBN	1149067780
- 1897. Illustrations du genre Melocactus par W.F.R. Suringar, continuées par J. Valckenier Suringar, y 1903 & 1905, tres partes
- 1895. Phylogenetische schets
- Zakflora, 1880 hasta 1920, diez impresiones
- 1870. Handleiding Tot Het Bepalen Van de in Nederland Wildgroeiende Planten: Voor Schoolgebruik en Botanische Wandelingen. Edición reimpresa de Kessinger Publ. LLC, 586 pp. 2010 ISBN 1-161-34175-7
- 1870. Algae japonicae Musei botanici lugduno-batavi. Editor Typis Heredum Loosjes, 39 pp.
- 1865. De sarcine, onderzoek naar de plantaardige natuur, den lichaamsbouw en de ontwikkelingswetten van dit organisme
- 1861. Nieuw beschreven en voor onze flora nieuwe zoetwaterwieren, verzameld in Drenthe
- 1861. Botanische excursie naar het eiland Schiermonnikoog
- 1858. De beteekenis der planten-geographie en de geest van haar onderzoek. Editor G.T.N. Suringar, 46 pp.
- 1857. Observationes phycologicae in floram batavam ... Editor G.T.N. Suringar, 75 pp.

## Eponimia
Género
- (Myrtaceae) Suringaria Pierre[2]

Especies
- (Caesalpiniaceae) Peltophorum suringarii Urb.[3]
- (Cucurbitaceae) Momordica suringarii Cogn.[4]
- (Fabaceae) Peltophorum suringarii Urb.]][5]
- (Moraceae) Ficus suringarii Carrière[6]
- (Myrtaceae) Eugenia suringariana Koord. & Valeton[7]
- (Poaceae) Aristida suringarii Henrard[8]
- (Poaceae) Chloris suringarii Hitchc.[9]
- (Sapotaceae) Payena suringariana Burck[10]